# Genrich Gasparjan

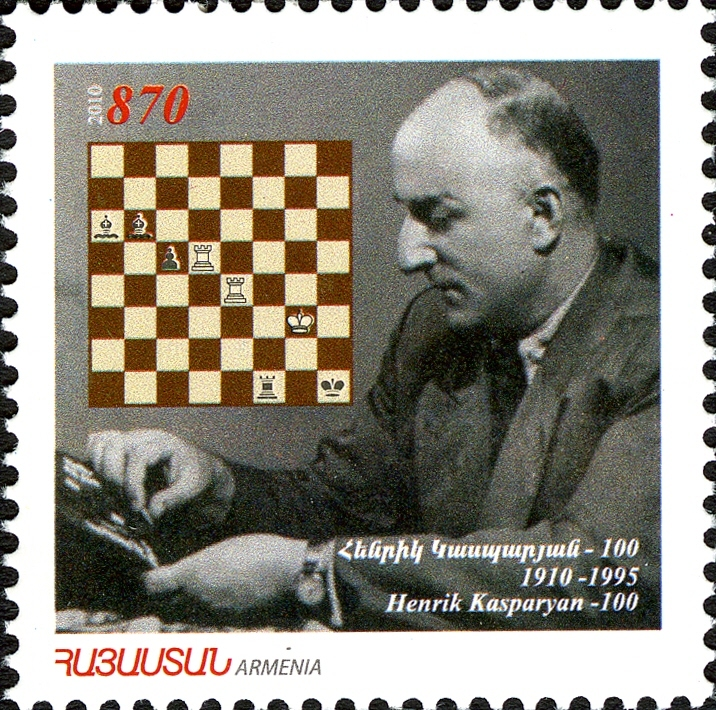
Genrich Gasparjan auf einer 2010 herausgegebenen Sonderbriefmarke

Genrich Gasparjan (armenisch Գենրիխ Գասպարյան, in wissenschaftlicher Transliteration Genrix Gasparyan), international bekannter als Genrich Moissejewitsch Kasparjan (russisch Генрих Моисеевич Каспарян, * 27. Februar 1910 in Tiflis, Georgien; † 27. Dezember 1995 in Jerewan, Armenien), war ein sowjetischer Schachmeister und bedeutender Studienkomponist.

## Leben
Gasparjan erlernte das Schachspiel im Alter von 13 Jahren von seinem älteren Bruder. Von 1926 bis 1931 besuchte er das Polytechnische Institut in Tiflis und schloss eine Ausbildung als Bauingenieur ab. In dieser Zeit beschäftigte er sich viel mit der Schachkomposition und komponierte etwa 40 Aufgaben. Auch seine Spielstärke im Turnierschach nahm zu. Im Jahre 1931 wurde er Stadtmeister von Tiflis und konnte in einem Qualifikationsturnier zur UdSSR-Meisterschaft vor dem späteren Schachweltmeister Michail Botwinnik den ersten Platz erringen. Im Jahre 1936 siedelte er nach Jerewan um und sicherte sich durch einen Wettkampfsieg mit 9½:7½ gegen Witali Tschechower den Titel Meister des Sports, damit war er der erste Schachmeister Armeniens. Von Juli 1941 bis November 1945 war er Soldat und wurde mit mehreren Orden ausgezeichnet. 1950 verlieh ihm die FIDE den Titel eines Internationalen Meisters. Im Jahre 1956 erhielt er den Titel Verdienter Meister des Sports und zog sich vom aktiven Turnierschach zurück, arbeitete aber bis 1990 als Schachtrainer. Insgesamt gewann er in seiner Karriere ab 1934 zehnmal die Meisterschaft von Armenien.
Gasparjan erreichte im Januar 1948 seine höchste historische Elo-Zahl von 2625, er war damit auf dem 31. Platz der nachträglich berechneten Weltrangliste.
Gasparjan besuchte ab 1917 die technische Hochschule (die später in Arbeiterschule umbenannt wurde) in Tiflis. Im Jahre 1925 machte er einen Sekundarabschluss und ging ab 1926 auf das Polytechnische Institut in Tiflis. Gasparjan promovierte 1931 durch den Abschluss beim Transkaukasischen Institut für Kommunikationstechnik in Straßenbau und arbeitete fortan als Bauingenieur. Von Januar 1932 bis November 1933 war er als Konstruktionsingenieur am Schwarzen Meer mit dem Bau der Eisenbahn zwischen Ochamchiri und Sochumi beschäftigt. Ab 1934, bis zu seiner Einziehung im Juli 1941, arbeitete er als Konstruktionsingenieur in der Projektplanung in Tiflis, Alawerdi und Jerewan. Nachdem Gasparjan im Juli 1941 zum Militärdienst in der Sowjetischen Armee einberufen wurde, war er dort bis November 1945 tätig. Er erhielt 1944 eine Medaille für die Verteidigung des Kaukasus und 1945 für den Sieg im „Großen Vaterländischen Krieg 1941–1945“. Ab 1946 unterrichtete Gasparjan bis April 1952 Schach in Jerewan. Danach war er von April 1952 bis 1953 als Konstruktionsingenieur am Projektinstitut tätig. Anschließend unterrichtete er bis Mai 1957 erneut Schach in Jerewan und von Juni 1957 bis April 1964 in Tiflis. Zwischenzeitlich erhielt Gasparjan 1958 eine Auszeichnung für „Arbeitertapferkeit“. Von Mai 1965 bis 1990 gab Gasparjan wieder Schachunterricht in Jerewan. Während dieser Zeit wurde er 1970 pensioniert und erhielt 1985 den „Orden des Patriotischen Krieges, Zweiter Klasse“. Am 27. Dezember 1995 starb Gasparjan in Jerewan.
Genrich Gasparjan war ein sehr religiöser Christ. Er erhielt mehrmals das Angebot, dem Komsomol und der Kommunistischen Partei beizutreten, lehnte jedoch immer ab, sodass er keine entsprechenden Privilegien erhielt.
Gasparjan war zweimal verheiratet. Aus der ersten Ehe von 1937 bis 1947 gingen keine Kinder hervor. Seine zweite Ehe bescherte ihm einen Sohn – den Studienkomponisten Sergei Gasparjan (1952–2022) – und eine Tochter.

## Schachkomposition
Genrich Gasparjans erste Endspielstudie wurde 1928 veröffentlicht. Insgesamt umfasst sein Werk 545 korrekte Studien, von denen etwa 300 in Wettbewerben ausgezeichnet wurden. Er nahm von 1947 bis 1983 an 13 UdSSR-Meisterschaften (1. bis 11. sowie 13. und 14. Meisterschaft) für Studienkomposition teil und gewann sechs, davon eine geteilt. Außer bei seiner letzten Teilnahme belegte er nie einen schlechteren als den dritten Platz. Seit 1956 war er Internationaler Schiedsrichter für Schachkomposition. 1960 wurde er Internationaler Meister, 1972 Großmeister für Schachkomposition. Voraussetzung für die Verleihung dieses höchsten Titels waren 70 Punkte durch Veröffentlichung von Schachkompositionen in FIDE-Alben. Gasparjan erreichte in seiner Karriere insgesamt 174,17 Punkte.
Viele der Studien Gasparjans beginnen mit einer partienahen Stellung. Oftmals beendete Gasparjan die Analyse von Varianten so früh, dass für Löser nicht nachvollziehbar war, dass die Stellung wirklich gewonnen oder remis ist. Gasparjan bemühte sich um höchste Ökonomie. Bei Stellungen mit gegenseitigem Zugzwang war fast immer eine thematische Verführung vorhanden. Oft zogen alle Steine während der Lösung, während Gasparjan darauf achtete, die Anzahl der Schlagfälle auf ein Minimum zu begrenzen. Darüber hinaus entwickelte Gasparjan Ideen anderer Komponisten weiter und war sehr genau bei der Analyse. In den Fällen, in denen eine seiner Studien als inkorrekt nachgewiesen wurde, bemühte sich Gasparjan um eine Korrektur.
In vielen armenischen und georgischen Turnieren war Gasparjan als Preisrichter tätig, so richtete er unter anderem das Turnier zur 14. Schacholympiade.
Gasparjan sammelte und kategorisierte systematisch Studien. Am Ende umfasste seine Sammlung mehr als 30.000 Stücke.
Die folgende Studie ist nicht nur dadurch bemerkenswert, dass sie den ersten Preis in einem bedeutenden Turnier gewann, sondern dass Gasparjan an ihrer Komposition mehr als 30 Jahre arbeitete. Nach eigener Aussage hatte er die zugrunde liegende Idee erstmals 1945. Die Studie sollte ursprünglich den 6. Preis erhalten. Am Turnier nahm die Weltrekordzahl von 170 Komponisten aus 26 Staaten mit 287 Studien teil. 13 Studien schieden im Vorfeld aus.
|   | a | b | c | d | e | f | g | h |   |
| 8 |   |   |   |   |   |   |   |   | 8 |
| 7 |   |   |   |   |   |   |   |   | 7 |
| 6 |   |   |   |   |   |   |   |   | 6 |
| 5 |   |   |   |   |   |   |   |   | 5 |
| 4 |   |   |   |   |   |   |   |   | 4 |
| 3 |   |   |   |   |   |   |   |   | 3 |
| 2 |   |   |   |   |   |   |   |   | 2 |
| 1 |   |   |   |   |   |   |   |   | 1 |
|   | a | b | c | d | e | f | g | h |   |

Lösung:
1. De8–b5 (Es verliert z. B. 1. Kc1xc2 Lg4–f5 2. Lh4–f6 (De8–b5 e4–e3+ 3. Kc2–b3 e3xd2 4. Db5xe5+ Ka1–b1) e4–e3+ 3. Kc2–b3 e3xd2 4. Lf6xe5+ Ka1–b1) 1. … Se5–d3+ 2. Db5xd3 (wiederum führt 2. Kc1xc2 zum Verlust: 2. … Lg4–d1+ 3. Kc2xd1 Tg1–g1+ 4. Kd1–e2 (4. Kd1–c2 Tg1–c1+ 5. Kc2–b3 Tc1–b1+) Tf4xh4 5. Ke2–e3 Th1–e1+ 6. Ke3–d4 Sd3–b2 7. e7–e8D e4–e3+) 2. … e4xd3 3. e7–e8D Lg4–e6 (falls 3. … Tg7–g5, so 4. De8–h8+ f7–f6 5. Lh4–f2 Tg5–b5 6. Dh8xf6+ Tb5–b2 7. Lf2–d4 Tf4xf6 8. Ld4xf6 mit positionellem Remis trotz materieller Überlegenheit des Schwarzen) 4. De8xe6 Tg7–g5 (mit der Drohung Tb5. Lh4xg5 geht nicht wegen Tf4–f1+ nebst Matt) 5. Lh4–f2 (nicht 5. De6–e3 Tf6–f1+ 6. Lf2–e1 Tg5–b5 7. De3xd3 Tf1xe1+ 8. Kc1xc2 Tb5–b2+ 9. Kc2–c3 Te1–c1+ 10. Kc3–d4 Tb2–b4+ 11. Kd4–e5 Ka1–b2) und nun entweder 5. … Tg5–g1+ 6. Lf2–e1 Tf4–b4 7. De6xa2+ Ka1xa2 oder 5. … Tg5–b5 6. Lf2–d4+ Tb5–b2 7. De6–f6 Tf4xf6 8. Ld4xf6, jeweils mit Remis durch Patt.
In der ersten Variante fesselt der schwarze Turm den weißen Läufer, in der zweiten Variante fesselt der weiße Läufer den schwarzen Turm.

## Veröffentlichungen
Gasparjan veröffentlichte zahlreiche Bücher in russischer Sprache, die in Auflagen bis zu 100.000 Exemplaren erschienen. Als einziger seiner Zeitgenossen veröffentlichte Gia Nadareischwili mehr und unterschiedlichere Bücher.
- Auf Deutsch erschien Zauber des Endspiels (1974, 2. Auflage 1985).
- Auf Englisch erschien Domination in 2545 endgame studies (1981, 2. Auflage 1987) sowie eine von A. J. Roycroft herausgegebene Sammlung mit 545 Studien unter dem Titel The complete studies of Genrikh Kasparyan (1997, ISBN 1-888690-02-X).

## Gedenken
Zum 100. Geburtstag Gasparjans wurde am 27. Februar 2010 in Armenien die Sonderbriefmarke Birth Centenary of Henrik Kasparyan herausgegeben.